# Els Supersònics coneixen els Picapedra
Els Supersònics coneixen els Picapedra o Els Picapedra: Els Jetson coneixen els Picapedra (títol original en anglès, The Jetsons Meet the Flintstones) és una pel·lícula animada de crossover animada de 1987 feta per a televisió produïda per Hanna-Barbera com a part de la sèrie Hanna-Barbera Superstars 10. L'especial de dues hores protagonitza el repartiment de les comèdies de situació de Hanna-Barbera Els Picapedra i Els Supersònics mentre es creuen després d'un experiment de viatge en el temps que ha fallat. S'ha doblat al català oriental central per a TV3 amb el títol d'Els Picapedra: Els Jetson coneixen els Picapedra, i al valencià per al Canal 9 amb el nom d'Els Supersònics coneixen els Picapedra.
Un joc CD-i de 1994 anomenat Flintstones/Jetsons Time Warp es va llançar a Europa amb una premissa similar a la de la pel·lícula.